# Reinhard Gösweiner
Reinhard Gösweiner (* 12. April 1972) ist ein österreichischer Biathlontrainer, der über mehrere Jahre Cheftrainer im Österreichischen Skiverband und in Belarus war. Seit 2024 ist er Cheftrainer der österreichischen Damen-Nationalmannschaft.
Der aus dem oberösterreichischen Windischgarsten stammende Gösweiner ist gelernter Werkzeugmacher und technischer Zeichner sowie ausgebildeter Skilanglauf- und Biathlontrainer. Bis 2008 betreute er die Nachwuchsbiathleten des Österreichischen Skiverbandes (ÖSV) im Nordischen Ausbildungszentrum in Eisenerz und wurde in dieser Funktion zu einem engen Förderer von Dominik Landertinger. Zwei Jahre nach den Olympischen Winterspielen 2006, bei denen es zu einem Dopingskandal um die Biathleten Perner und Rottmann gekommen war, übernahm der diesbezüglich unvorbelastete Gösweiner einen Teil der Weltcupmannschaft um Landertinger und Christoph Sumann. Bei den Weltmeisterschaften 2009 feierten Landertinger und Sumann einen Doppelsieg im Massenstart, bei den olympischen Biathlonwettkämpfen 2010 gewannen Sumann und die österreichische Staffel je eine Silbermedaille. Der ÖSV führte Gösweiner von 2010 bis 2012 als Cheftrainer. Nach der Saison 2011/12, in der die österreichischen Biathleten ohne Weltcuppodium und WM-Medaille blieben, verpflichtete der Verband Remo Krug als Gösweiners Nachfolger und versetzte den Oberösterreicher wieder in den Nachwuchsbereich.
2014 wurde Gösweiner erneut zum österreichischen Cheftrainer berufen und übernahm sowohl für den Männer- als auch für den Frauen- und den Nachwuchsbereich die Verantwortung. Markus Gandler als sportlicher Leiter für Biathlon im ÖSV sah Gösweiners Aufgabe darin, das in erster Linie aus über 30-jährigen Athleten bestehende österreichische Team mit Blick auf die Heim-WM 2017 in Hochfilzen zu verjüngen. Während der folgenden vier Jahre etablierte sich vor allem Julian Eberhard in der Weltspitze. Eberhard startete bereits seit 2006 im Weltcup, feierte aber erst 2016 seinen ersten Weltcupsieg. Bei den Weltmeisterschaften 2017 gewannen die Männerstaffel sowie Simon Eder – der zu diesem Zeitpunkt in der vom ÖSV unabhängigen privaten Trainingsgruppe Biathlonschmiede (unter Alfred Eder und Sandra Flunger) trainierte – jeweils eine Bronzemedaille. Nach den Olympischen Winterspielen 2018, bei denen Dominik Landertinger eine weitere Bronzemedaille holte, löste Ricco Groß Gösweiner als Cheftrainer ab. Gösweiner übernahm zunächst wiederum eine Position im ÖSV-Nachwuchsbereich, ehe er im Frühjahr 2020 zum belarussischen Frauenteam wechselte. Co-Trainer an seiner Seite wurde Aleh Ryschankou, der zugleich als Übersetzer agierte. Unter Gösweiners und Ryschankous Leitung verbesserten sich die belarussischen Frauen in der Nationenwertung des Weltcups 2020/21 auf den fünften Platz, nachdem sie im Vorwinter Rang zwölf erreicht hatten. Dsinara Alimbekawa feierte ihren ersten Weltcupsieg und Hanna Sola gewann bei den Weltmeisterschaften 2021 die Bronzemedaille im Sprint.
Nachdem im März 2022 aufgrund des von Belarus unterstützen russischen Überfalls auf die Ukraine der Verband und alle Athleten von internationalen Wettbewerben ausgeschlossen wurden, wechselte Gösweiner zurück zum ÖSV und übernahm die Trainingsgruppe 2 der Damen. Nach Erfolgen seiner Athletinnen rund um Anna Andexer und Lea Rothschopf im IBU-Cup wurde er 2024 zum Cheftrainer der Nationalmannschaft der Frauen berufen.
Gösweiner wird als „ruhig und besonnen“ beschrieben. In einem Artikel für die Tageszeitung Die Presse hob der Journalist Roland Vielhaber zudem die Akribie Gösweiners hervor: In der Vorbereitung auf die Winterspiele 2010 habe der Trainer in Österreich mit Helfern die Olympia-Loipe für seine Athleten vollständig nachgebaut.